# Shusuke Ota
Shusuke Ota (født 23. februar 1996) er en japansk fodboldspiller, som spiller for den japanske fodboldklub Ventforet Kofu.